# Andressa Cavalari Machry
Andressa Cavalari Machry (Roque Gonzales, Río Grande del Sur, Brasil; 1 de mayo de 1995), conocida en los medios deportivos como Andressinha, es una futbolista profesional brasileña. Juega como centrocampista y su actual equipo es el Corinthians de la primera división del Brasileirão Femenino. ha sido internacional con la selección de Brasil.

## Biografía
Andressinha nació en Roque Gonzales en el estado sureño de Río Grande del Sur. Jugó fútbol sala de joven. Comenzó a jugar al fútbol a temprana edad, contando con el apoyo de su padre Elizeu Machry, quien solía llevarla a entrenamientos y partidos.

## Trayectoria

### Pelotas
Andressinha inició su carrera futbolística en Esporte Clube Pelotas luego de probarse con el club en 2009. Compitió en el Campeonato Gaúcho de ese año, terminando su equipo en cuarto lugar.

### Kindermann
Al año siguiente, se unió al Kindermann, con el que jugó hasta principios de 2015, cuando fue convocada a la selección mayor brasileña. Con el Kindermann ganó el Campeonato Catarinense en 2010, 2011, 2012 y 2013, siendo goleadora del torneo en las ediciones 2011 y 2013. También fue subcampeona en 2014.
En las competiciones de liga y copa de 2012 a 2014, Andressa apareció en 28 partidos (26 como titular) y marcó 10 goles. Fue goleadora de su equipo en 2011 y 2013.
En su trayecto por el Kindermann, Andressinha también jugó en el equipo de fútbol sala del club, ganando títulos como el Campeonato Catarinense Sub-17 de 2010 y los Juegos Universitarios de Brasil en 2013, y siendo convocada a la selección catarinense de futsal sub-17.

### Houston Dash
Andressinha se unió al club estadounidense Houston Dash en 2015 para disputar los últimos partidos de la temporada 2015 de la National Women's Soccer League (NWSL), máxima división del fútbol femenino de Estados Unidos. Hizo su debut el 29 de julio de 2015 como titular en la victoria 3-2 sobre el FC Kansas City y fue titular en los restantes 6 partidos de la temporada. El Dash terminó el torneo en quinto lugar, no pudiendo clasificarse a la fase de eliminatorias. Al terminar la temporada, fue elegida como la Mejor Jugadora Joven del club en una votación interna.
En 2016, jugó todos los partidos de pretemporada del Dash, anotando su primer gol en el club con un tiro libre en la victoria 3-0 contra el Oregon State Beavers. Andressinha terminó la temporada regular con un gol y jugando 15 de los 20 partidos de la NWSL 2016. Su gol fue contra el Orlando Pride el 24 de abril de 2016 y fue nominado al Mejor Gol de la Fecha y Mejor Gol del Mes. En el mismo partido marcó un gol en contra. Su equipo terminó en octavo lugar, nuevamente eliminado de las eliminatorias.
En 2017, Andressinha ganó con el Houston Dash el Thorns Spring Invitational 2017, un cuadrangular amistoso organizado por Portland Thorns FC durante la pretemporada. En la temporada regular, jugó 21 partidos y marcó 2 goles, el segundo siendo nominado al Mejor Gol de la Fecha. Fue elegida Mejor Jugadora de la Fecha 13 e incluida en el Mejor Once del Mes en julio, mientras que el club terminó nuevamente en octavo lugar. Al terminar la temporada, fue cedida al Iranduba de Brasil para disputar el Campeonato Amazonense de ese año.

### Portland Thorns FC
Después de tres temporadas en el Houston Dash, Andressinha fichó con el Portland Thorns FC en enero de 2018. Se perdió todos los partidos de la pretemporada ya que estaba disputando con la selección de Brasil la Copa América Femenina 2018 en Chile. Debutó con el Thorns el 28 de abril de 2018, contra el Utah Royals FC, entrando como suplente en el minuto 64. El 11 de mayo de 2018, anotó su primer gol para el equipo, un tiro libre que le dio al Thorns la ventaja en la victoria 3-1. El club terminó la temporada regular en segundo lugar, clasificando a las eliminatorias. En éstas, alcanzó la final pero perdió 3 a 0 frente al North Carolina Courage. Andressinha entró como sustituta en el minuto 68.

## Estadísticas

### Clubes
| Club                   | País           | Año             |
| ---------------------- | -------------- | --------------- |
| Pelotas                | Brasil         | 2009            |
| Kindermann             | Brasil         | 2010 - 2015     |
| Houston Dash           | Estados Unidos | 2015 - 2017     |
| Tiradentes (préstamo)  | Brasil         | 2015            |
| Ferroviária (préstamo) | Brasil         | 2016            |
| Iranduba (préstamo)    | Brasil         | 2017            |
| Portland Thorns FC     | Estados Unidos | 2018 - 2019     |
| Iranduba (préstamo)    | Brasil         | 2018            |
| Corinthians            | Brasil         | 2020 - presente |

## Palmarés

### Títulos nacionales
| Título                 | Club        | País   | Año  |
| ---------------------- | ----------- | ------ | ---- |
| Campeonato Catarinense | Kindermann  | Brasil | 2010 |
| Campeonato Catarinense | Kindermann  | Brasil | 2011 |
| Campeonato Catarinense | Kindermann  | Brasil | 2012 |
| Campeonato Catarinense | Kindermann  | Brasil | 2013 |
| Campeonato Amazonense  | Iranduba    | Brasil | 2017 |
| Brasileirão Femenino   | Corinthians | Brasil | 2020 |
| Campeonato Paulista    | Corinthians | Brasil | 2020 |
| Brasileirão Femenino   | Corinthians | Brasil | 2021 |

### Títulos internacionales
| Título                            | Club   | País    | Año  |
| --------------------------------- | ------ | ------- | ---- |
| Sudamericano Sub-17               | Brasil | Brasil  | 2010 |
| Sudamericano Sub-17               | Brasil | Bolivia | 2012 |
| Sudamericano Sub-20               | Brasil | Brasil  | 2012 |
| Torneo Internacional              | Brasil | Brasil  | 2012 |
| Torneo Internacional              | Brasil | Brasil  | 2014 |
| Sudamericano Sub-20               | Brasil | Uruguay | 2014 |
| Copa América Femenina             | Brasil | Ecuador | 2014 |
| Juegos Panamericanos              | Brasil | Canadá  | 2015 |
| Torneo Internacional              | Brasil | Brasil  | 2015 |
| Torneo Internacional              | Brasil | Brasil  | 2016 |
| Torneo Internacional de Yongchuan | Brasil | China   | 2017 |
| Copa América Femenina             | Brasil | Chile   | 2018 |

(*) Incluyendo la Selección